# Horace Grant
Pour les articles homonymes, voir Grant.
Horace Junior Grant est un joueur américain de basket-ball, né le 4 juillet 1965 à Augusta, en Géorgie. Frère jumeau d’Harvey Grant, également joueur professionnel et oncle des joueurs Jerai et Jerami Grant. Horace commence sa carrière dans la  NBA en 1987 aux Bulls de Chicago, franchise avec laquelle il remportera 3 de ses 4 titres. Il est considéré comme un des meilleurs défenseurs ayant évolué dans la ligue au début des années 1990. Cet ailier de 2,08 mètres est aussi connu pour les lunettes colorées qu’il a portées tout au long de sa carrière.

## Carrière en université
Arrivé à Clemson pour la rentrée 1983, Horace Grant effectue des débuts prudents sur les parquets de la NCAA. Cantonné au rôle de remplaçant pour sa première saison, il compile des moyennes de 5,7 points et 4,6 rebonds. Quatre années plus tard, devenu le leader de l’équipe du campus, il tourne à 21 points et 9,6 rebonds par match. Ses moyennes le confortent dans son choix de s’inscrire à la draft de 1987.

## Carrière en NBA
Sélectionné en 10e position par les Bulls de Chicago, Horace Grant rejoint en compagnie d’un autre débutant, Scottie Pippen, les stars que sont Michael Jordan et Charles Oakley. Le départ de ce dernier vers New York durant l’été 1988 ouvre les portes du 5 majeur à Grant. Il devient rapidement le meilleur rebondeur de l’équipe et la troisième option offensive derrière Jordan et Pippen, formant l'un des meilleurs trios de la ligue.
Après deux défaites en finale de conférence face aux Pistons de Détroit, Grant et les Bulls accèdent enfin au titre suprême en 1991, après avoir largement dominé la saison régulière. Ils réitéreront cette performance les deux saisons suivantes avant que Michael Jordan ne décide de mettre un terme à sa carrière. Orphelin du meilleur marqueur de la ligue, l’équipe se repose alors sur Pippen et Grant qui en profitent tous les deux pour établir leur record de points en carrière avec respectivement 22 et 15,1 par match. À la suite de l’élimination de l’équipe au deuxième tour des playoffs, Grant se retrouve agent libre. Il décide alors de s’engager auprès des jeunes phénomènes que sont Shaquille O'Neal et Anfernee Hardaway en signant pour le Magic d'Orlando.
Dès sa première année en Floride, le numéro 54 aide la franchise à atteindre la première finale de son histoire. Opposés aux Rockets de Houston de Hakeem Olajuwon et Clyde Drexler, Grant et ses coéquipiers ne font pas le poids et doivent s’incliner en quatre manches sèches. Horace Grant dispute les quatre saisons suivantes sous le maillot du Magic sans jamais plus atteindre le stade ultime du championnat.
En juin 1999, le directoire de l’équipe d’Orlando décide de l’envoyer à Seattle dans le cadre d’un échange. Une année plus tard, il entre à nouveau dans un échange impliquant trois franchises et des joueurs comme Patrick Ewing et Glen Rice, opération qui l’envoie aux Lakers, champions en titre. Outre Shaquille O’Neal, Horace Grant retrouve du temps de jeu dans une franchise qui domine la ligue. Il obtient le dernier de ses quatre titres de champion après une finale rondement menée face aux 76ers de Philadelphie en 2001. Il passe les trois dernières années de sa carrière professionnelle entre le Magic et les Lakers avant de prendre sa retraite sportive au cours de la saison 2003-2004.

## Palmarès
- 4 fois Champion NBA en 1991, 1992, 1993 avec les Bulls de Chicago et en 2001 avec les Lakers de Los Angeles.
- Finaliste NBA en 1995 contre les Rockets de Houston avec le Magic d'Orlando, et en 2004 contre les Pistons de Détroit avec les Lakers de Los Angeles.
- Élu dans la NBA All-Defensive Second Team (deuxième équipe type défensive) en 1993, 1994, 1995 et 1996.
- Sélectionné pour le NBA All-Star Game en 1994.

Statistiques en carrière : 11,2 points / 8,1 rebonds / 2,2 passes en 1 165 matches de saison régulière (+ 170 en playoffs).

## Pour approfondir